# Cubaanse hagediskoekoek
De Cubaanse hagediskoekoek (Coccyzus merlini), ook bekend onder de naam grote hagediskoekoek, is een lid van de familie van de koekoeken. De vogel is genoemd naar de Cubaanse schrijfster Maria de las Mercedes de Merlin de Jaruco.

## Beschrijving
De Cubaanse hagediskoekoek is de grootste van de hagediskoekoeken in de Caraïben en de grootste soort in het geslacht Coccyzus. Hij is 54 centimeter in lengte en weegt ongeveer 155 gram. Het verenkleed is vergelijkbaar met dat van andere hagediskoekoeken, namelijk een olijfbruine rug, vleugels en kruin, een witte hals en borst en een kastanjebruine buik. Om het oog zit een gebied met kale rode huid en hij heeft een lange snavel. De soort voedt zich met hagedissen en insecten zoals sprinkhanen. In tegenstelling tot sommige koekoeken verzorgt hij zijn eigen jongen, nestelend in een schotel van takjes. De Cubaanse hagediskoekoek legt gewoonlijk twee tot drie eieren.

## Voorkomen en leefgebied
De natuurlijke leefgebieden van de Cubaanse hagediskoekoek zijn tropische en subtropische droogbossen, laagland en bergachtige tropische bossen en sterk afgebroken voormalige bossen. De soort komt voor op de Bahama's (op Andros, Eleuthera en New Providence) en in Cuba.
De soort telt vier ondersoorten:
- C. m. bahamensis: de Bahama's.
- C. m. santamariae: de eilanden nabij het noordelijke deel van Centraal-Cuba.
- C. m. merlini: Cuba.
- C. m. decolor: Isla de la Juventud.